# Síň slávy Národního divadla
Síň slávy Národního divadla byla otevřena v roce 2015 ku příležitosti oficiálního zahájení 133. sezony Národního divadla.
Do Síně slávy uvádí Národní divadlo významné umělce, kteří nejen že podávali vynikající výkony ve svých oborech či se zasloužili o rozvoj kultury, ale jsou rovněž vzorem lidských ctností a inspirací pro nové generace. Podle slov ředitele ND Jana Buriana budou do Síně slívy uváděni nejvýznamnější tvůrci, kteří formovali tvůrčí život a smysl Národního divadla.
Síň slávy se nachází v prostorech Zemského salonku v historické budově Národního divadla, který byl slavnostně otevřen 17. listopadu 2015 při příležitosti oslavy narozenin Vlasty Chramostové, první nositelky ocenění.

## Laureáti Síně slávy Národního divadla

### Vlasta Chramostová (2015)
Jako první se v roce 2015 do čela nového panteonu postavila vynikající herečka, signatářka Charty 77 a spisovatelka Vlasta Chramostová. První ocenění zaváděné tradice předal ministr kultury Daniel Herman. Vlasta Chramostová založila vlastní Bytové divadlo, v němž působila rovněž jako herečka. Později byla doyenkou činohry ND. „Byla osobností pevných morálních zásad a postojů," řekl o Chramostové Burian. Členkou souboru činohry Národního divadla byla od roku 1990, kdy byla jmenována čestnou členkou a brzy se její členství změnilo v aktivní angažmá. V roce 1989 obdržela v Kodani Cenu svobody Poula Lauritzena jako ocenění snahy v oboru lidských práv. V roce 1998 jí prezident Václav Havel udělil Řád T. G. Masaryka za vynikající zásluhy o demokracii a lidská práva. Její jméno se stalo symbolem statečnosti a pevných morálních zásad a postojů.

### Vlastimil Harapes (2016)
Při vstupu Národního divadla do své 134. sezony byl na konci srpna v roce 2016 do Síně slávy ND slavnostně uveden Vlastimil Harapes – emeritní sólista a šéf Baletu Národního divadla. Na pražské taneční konzervatoři absolvoval v roce 1965 a hned o rok později se stal členem baletu Národního divadla. V roce 1971 se stal také jeho sólistou. Absolvoval stáž v Choreografickém učilišti v Petrohradě, v letech 1987–89 byl sólistou a šéfem baletu Laterny magiky. Od roku 1990 působil dvanáct let jako umělecký šéf baletu Národního divadla v Praze. Během své více než dvacetileté aktivní činnosti tančil stěžejní mužské role prakticky ve všech titulech repertoáru Národního divadla. Hostoval na mnoha zahraničních scénách, například ve Skotsku, Římě, Frankfurtu, Tokiu, ve Francii, Belgii, Holandsku, Finsku, Rakousku, Španělsku, Švýcarsku, v Řecku, ale i například na Kubě či v Austrálii. Vlastimil Harapes je také úspěšným filmovým a divadelním hercem. V roce 1998 získal čestné členství a čestný řád Ruské akademie uměnovědné a hudební interpretace, v roce 2000 mu Evropská unie umění udělila Evropskou cenu Gustava Mahlera za baletní výkony. Vlastimil Harapes je rovněž od roku 2011 laureátem Ceny Thálie za celoživotní taneční mistrovství v oboru balet.

### Gabriela Beňačková (2017)
Na konci srpna roku 2017 byla do Síně slávy Národního divadla uvedena světoznámá operní pěvkyně Gabriela Beňačková. Ocenění jí předal sám ředitel Národního divadla prof. Jan Burian. Gabriela Beňačková se narodila v Bratislavě, kde také studovala na konzervatoři a později na Vysoké škole múzických umění. Následně nastoupila do angažmá již jako sólistka opery Národního divadla, kde působila jedenáct let (1971–81). Od roku 1971 jezdila po světe a hostovala na zahraničních scénách, jako například v Dublinu či v Reggio Emilia, Parmě a Boloni v Itálii, v Amsterdamu, Mnichově nebo Vídni. Plných 35 let zpívala na předních světových operních scénách v Miláně, Římě, Benátkách, Janově, Moskvě, Barceloně, Madridu, Granadě, Seville, v Paříži, Londýně, Ženevě, Curychu, Kolíně nad Rýnem, Bonnu, Hamburku, v Drážďanech, Stuttgartu, Berlíně, ale i v Japonsku, Buenos Aires či v Kanadě a USA (San Francisco, Los Angeles, New York). Je držitelkou několika prestižních titulů a cen: Národní umělkyně (Československo, 1985), komorní pěvkyně (Rakousko, 1985 a Německo, 1987 ), Cena Artura Toscaniniho, Zlatá medaile Giuseppa Verdiho, Grammy Award (New York, 1995), Zlatá medaile a Janáčkova medaile za účinkování v opeře Káťa Kabanová. Patří mezi nejvýznamnější operní pěvkyně současnosti a mezi přední reprezentanty české hudby dvacátého století.

### Iva Janžurová (2018)
U příležitosti zahájení 136. sezony se na konci srpna roku 2018 čtvrtou laureátkou ocenění Síně slávy Národního divadla stala herečka Iva Janžurová. Ocenění jí předal tehdejší ministr kultury Antonín Staněk. Paní Janžurová po absolutoriu na DAMU v roce 1963 nastoupila do svého prvního angažmá v Divadle F. X. Šaldy v Liberci a po roce přešla do Vinohradského divadla, kde setrvala třiadvacet let, během kterých herecký zrála. Od roku 1987 je členkou Činohry Národního divadla, na jehož scéně se však objevila již v roce 1960, kdy ještě jako studentka DAMU ztvárnila Panskou v Krejčově inscenaci Čechovova Racka. V posledních letech se objevila ve výrazných rolích, kdy například ztvárnila britskou královnu Alžbětu II. v inscenaci Audience u královny v režii Alice Nellis, během níž dvě a půl hodiny nesejde z jeviště a zvládne deset převleků věkových proměn.

### Aneta Voleská (2019)
V srpnu roku 2019 byla do Síně slávy Národního divadla uvedena emeritní primabalerína Aneta Voleská. Ta byla do souboru baletu Národního divadla přijata v roce 1962 po šestiletém školení v přípravce samotného Národního divadla. Mezníkem se pro ni stal rok 1966, kdy byla vyslána na stáž do Moskvy, neboť po návratu byla povýšena mezi sólisty. V Národním divadle působila do roku 1989. Pro svou výbornou klasickou techniku a kultivovanou formu tance byla obsazována do klasických i moderních dívčích rolí. Její tanec byl charakteristický lehkostí, křehkostí, něhou, vnitřní ušlechtilostí a oduševnělým hereckým projevem. Byla ale vynikající rovněž v rolích energických žen, kde ukázala svůj temperament a rychlost. V letech 1982 až 1990 působila jako baletní mistryně a pedagožka v Armádním uměleckém souboru Víta Nejedlého, v letech 1984 až 2013 jako pedagog v Pražském komorním baletu a Státní opeře. Až do roku 2015 vyučovala také na Taneční konzervatoři hl. m. Prahy.

### Miroslav Švejda (2020)
Tenorista Miroslav Švejda byl do Síně slávy Národního divadla, jako již tradičně u příležitosti zahájení nové divadelní sezony, uveden v srpnu roku 2020. Ve stálém angažmá v Opeře Národního divadla byl v letech 1969 až 2005 a současně dobu působil i jako sólista v Pražském filharmonickém sboru. Operní pěvec Miroslav Švejda absolvoval soukromé pěvecké studium v Sienně. Na scéně Národního divadla nastudoval desítky rolí počínaje tvorbou barokní a klasickou, přes hudební díla 19. a 20. stolení až k produkci současné. Pro svůj moderní herecký projev často spolupracoval s televizí, rozhlasem a gramofonovými firmami. Umělecké zájezdy jej zavedly na scény řady významných hudebních center, a to například do Francie, Dánska, Finska, Itálie, Španělska, Rakouska, Německa, ale i USA, Kanady či Japonska.

### František Němec (2021)
Vynikající herec, pan František Němec, byl do Síně slávy ND uveden v srpnu roku 2021 při zahájení 139. sezony Národního divadla. Stal se tak zatím sedmým nositelem ocenění. František Němec získal po ukončení DAMU angažmá v Městských divadlech pražských. Poté se jako host v roli Fausta dostal do Národního divadla, a možná právě díky tomu jej později režisér Miroslav Macháček oslovil pro hlavní roli připravovaného Hamleta. V Národním divadle následně odehrál desítky rolí. Za roli dirigenta Furtwänglera v Harwoodově dramatu Na miskách vah dokonce získal v roce 1998 získal Cenu Thálie. Pan František Němec propůjčuje rolím noblesu, kultivovanost, inteligenci, až prvorepublikový šarm, empatii, ironický tón a především dokonalou techniku. Je schopen zahrát psychologicky náročné a komplikované postavy, ale má cit i pro břitký dialog a komedii.

### Hana Vláčilová (2022)
Poslední srpnové pondělí roku 2022 byla při zahájení 140. divadelní sezony uvedena do síně slávy sólistka baletu Hana Vláčilová. První české scéně věnovala celou svou taneční kariéru (odmítla dokonce nabídku angažmá v Komické a Státní opeře v Berlíně), v Národním divadle tančila od roku 1974 a již o dva roky později získala statut sólistky. Poslední Giselle, jednu z jejích nejpůsobivějších rolí, zatančila ve Státní opeře Praha v roce 1999. Tím však její kariéra v Národním divadle rozhodně neskončila; své zkušenosti předávala dál jako šéfka Laterny magiky nebo baletu Státní opery, ale především jako pedagožka, znalkyně a inscenátorka klasického baletního repertoáru. V letech 1968-1973 studovala Taneční konzervatoř v Praze, rok po ukončení absolvovala stáž na Petrohradském (Leningradském) státním učilišti A. J. Vaganovové u N. M. Dudinské. Velký talent Hany Vláčilové dokládají úspěchy již v začátku její kariéry: zlatá medaile z mezinárodní soutěže ve Varně či 2. cena baletní soutěže v Tokiu v roce 1976. Je rovněž laureátkou 1. ceny baletní soutěže v Bratislavě, ceny německé kritiky za rok 1978 a ceny Philip Morris Ballet Flower Award za rok 1995. Hana hostovala ve Španělsku, Francii, Rakousku, Polsku, v bývalém Sovětském svazu, Belgii, Finsku, Lucembursku, Austrálii, USA i na Kubě. Do mysli diváků se zapsala především jako skutečná brilantní primabalerína nadaná mimořádnou muzikálností a hudebním cítěním, talentem pro hereckou drobnokresbu a s vynikající taneční technikou.

### Helena Tattermuschová (2023)
Sopranistka stříbrných výšek Helena Tattermuschová působila v Národním divadle třicet pět let. Pro svůj jasný hlas, drobnou postavu a herecký temperament byla s oblibou obsazována do tzv. kalhotkových rolí, ale své místo si vydobyla v nelehké konkurenci i v jiných rolích, od epizodních až po ty nejslavnější. Vynikala technickou jistotou, dokázala zpívat širokou dynamickou škálu od nosného forte po mezza voce, koloraturu i kantilénu, což jí umožnovalo ztvárnit široké spektrum rolí, za všechny lze jmenovat Lišku Bystroušku, Zuzanu ve Figarově svatbě nebo Gildu z Verdiho Rigoletta. V životě jí nemálo pomáhá i pozitivní pohled na svět i divadlo a smysl pro humor, který vnášela i do svých rolí. Její vzkaz dnešku? „I když jsem stará a mohlo by mně být všechno jedno, zajímá mě, kam svět spěje. A jelikož jsem optimista, vím, že to bude lepší.“

### Alois Švehlík (2024)
Při zahájení 142. sezony vstoupil do Síně slávy Národního divadla Alois Švehlík, který stejného roku oslavil pětaosmdesátiny. Přivřené oči a charakteristický hlas, který se skvěle hodí nejen k jeho divadelním a filmovým rolím, ale rovněž k postavám drsných mužů, jenž tak často dabuje. Švehlíkovo herecké charisma s věkem neztrácí na síle, jeho naturelu i ztvárňovaným postavám je blízký humor – který často vyhřezne i skrze subtilní mimiku – zároveň také nenápadné zironizování všeho, co chce být bráno smrtelně vážně, ale nezaslouží si to. Přesto je v jeho projevu vždy jakási vnitřní naléhavost. S divadlem začínal v rodných Pardubicích, poté působil v Západočeském divadle v Klatovech, v Mostě či v Divadle Ondřicha Stibora v Olomouci. Výjimečné role ztvárnil s libereckém Divadle F. X. Šaldy i v Městských divadlech pražských. V roce 1988 se Alois Švehlík stává členem Činohry Národního divadla. Za téměř třicet let se zde představil v dlouhé řadě rolí širokého hereckého rejstříku. Hostoval i na dalších pražských scénách – v Činoherním klubu, divadelním spolku JEDL, Divadle Viola, Divadle Na Jezerce, Dejvickém divadle nebo Divadle Na zábradlí, kde za výkon v Jandlově hře Z cizoty získal v roce 2005 Cenu Divadelních novin. Za stejnou roli byl nominován i na Cenu Thálie a Cenu Alfréda Radoka. V roce 2021 převzal Thálii za celoživotní mistrovství.